# Miá Mello
Pour les articles homonymes, voir Miá et Mello.
Miá Mello, née Marília Melo le 26 février 1981 à São Paulo, est une actrice brésilienne.

## Biographie
En 2013, elle est présentatrice de l'émission The Voice Brasil.

## Filmographie
- 2010 : The Best of Brazil (série télévisée) : Teena
- 2010-2011 : Legendários (série télévisée) : Teena (7 épisodes)
- 2011 : Trap.com : Ex-namorada 2
- 2012 : Casseta & Planeta Vai Fundo (pt) (série télévisée) : Mona Lesa (20 épisodes)
- 2012-2014 : Meu Passado Me Condena (pt) (série télévisée) : Miá (26 épisodes)
- 2013 : 13Noir (court métrage)
- 2013 : Meu Passado Me Condena: O Filme : Miá
- 2014 : A Última Loja de Discos (série télévisée)
- 2015 : Acredita na Peruca (série télévisée) : Stephanie (20 épisodes)
- 2015 : Meu Passado Me Condena 2: O Filme : Miá
- 2016 : A Boyfriend for My Wife : Graça
- 2016 : Amor em Sampa : Lara
- 2016 : Carrossel 2: O Sumiço de Maria Joaquina : Didi Mel
- 2016 : Lili a Ex (série télévisée) : Vitória
- 2016 : Uma Loucura de Mulher : Dulce
- 2017 : A Vida Secreta dos Casais (pt) (série télévisée) : Fernanda (12 épisodes)

## Émissions de télévision
- 2012 : Prêmio Multishow de Humor (série télévisée) (1 épisode)
- 2012-2013 : Encontro com Fátima Bernardes (série télévisée) (2 épisodes)
- 2013 : The Voice Brasil (série télévisée) (13 épisodes)
- 2014 : Programa do Jô (série télévisée) (1 épisode)
- 2014 : Agora É Tarde (série télévisée) (1 épisode)
- 2014 : Há Tarde (série télévisée) (1 épisode)
- 2015 : Tudo pela Audiência (série télévisée) (1 épisode)
- 2016 : Altas Horas (série télévisée) (1 épisode)